# Get the Party Started
Get the Party Started – inauguracyjny singel promujący płytę M!ssundaztood – drugi studyjny album amerykańskiej wokalistki pop-rockowej Pink. Utwór stał się ogólnoświatowym przebojem, zajmując miejsca w pierwszych dziesiątkach notowań w wielu krajach.

## Zawartość singla
Europejski singel CD
1. "Get the Party Started" – 3:12
2. "Get the Party Started/Sweet Dreams" featuring Redman – 4:05

Europejski maxi singel
1. "Get the Party Started" (radio mix) – 3:12
2. "Get the Party Started" (K5 Werk Kraft mix) featuring Spoonface – 7:02
3. "Get the Party Started" (Pink Noise Disco mix [radio edit]) – 3:44
4. "Get the Party Started" (wideoklip)

Australijski singel CD
1. "Get the Party Started" (radio mix) – 3:14
2. "Get the Party Started/Sweet Dreams" – 4:08
3. "Get the Party Started" (Pink Noise Disco mix [radio edit]) – 3:46
4. "Get the Party Started" (instrumental) – 3:12

## Teledysk
Wideoklip do singla, wyreżyserowany przez Dave'a Meyersa – odpowiedzialnego także za klipy Pink do takich utworów jak "Most Girls" czy "Don't Let Me Get Me", powstawał późnym wrześniem 2001 roku w Los Angeles w stanie Kalifornia. W teledysku wokalistka szykuje się do wyjścia z przyjaciółką do klubu. W sceneriach klubowych wystąpili Linda Perry, autorka tekstu do utworu oraz jego producent, a także Kevin Federline, wcielający się w rolę jednego z tancerzy.
W roku 2002 wideoklip nominowano do MTV Video Music Award w kategorii Best Pop Video. Klip zdobył także nagrody w kategoriach Best Female Video oraz Best Dance Video.